# Friedrich Buchholtz
Friedrich Buchholtz, auch Fryderyk Buchholtz (geboren 16. Mai 1792 in Hohenstein, Preußen; gestorben 15. Oktober 1837 in Warschau) war ein Pianist, Klavierbauer und Orgelbaumeister, Zunftmeister der Warschauer Obergilde von 1825–1826.

## Leben
Friedrich Buchholtz war der Sohn von Andrzej Buchholtz und seiner Ehefrau Ewa aus Pohlów, die sich in Warschau niederließen.
Als Geselle ging er von Warschau aus auf Reisen. Um 1815 kehrte er mit dem Diplom des Orgelbaumeisters zurück und gründete ein Klavier- und Orgelbauunternehmen in der  Ul. Mazowiecka 1352. 1825 hatte er das Haus und Räumlichkeiten gekauft. Gegen 1817–1819 bewarb er sich zusammen mit W. Bauer und W. Jansen bei den Behörden, um die Kongregation oder Gilde der Orgel- und Instrumentenbauer zu gründen, deren Obermeister er dann wurde.
Anfangs baute er Giraffenklaviere mit Fagott- und Janitscharen-Zügen und erlangte hierfür schnell Anerkennung. Er stellte solche Instrumente auf den Warschauer Ausstellungen von 1823 (ausgezeichnet mit einer silbernen Medaille) und 1825 aus. 1825 stellte er zusammen mit F. Brunner ein Melodikordion aus, das für die Aufführung ausgezeichnet wurde. Nach 1825 beschränkte er sich auf Flügel mit Wiener und englischer Mechanik. Ab 1826 baute er Instrumente in englischer Manier im Stil von M. Szymanowska aus London. Als Erster der Klavierbauer seiner Gilde verwendete er ab 1827 Metallrahmenhalterungen und verzichtete auf den bis dahin obligaten Klavierkastenboden.
In den 1830er Jahren baute er auf Bestellung zusammen mit seinem Sohn Julian ein Klavier mit einem Schalldämpfer-Zug, das in ein unteres und ein oberes Register getrennt war. Seine Instrumente waren unter den Musikern als zu den besten gehörend anerkannt. Häufiger Gast seines Haussalons und des Fabriklagers war Frédéric Chopin, der ein Buchholtz-Klavier kaufte. (Dieses verbrannte dann während des Januar-Aufstands.)
Auf Buchholtz' Instrumenten trat unter anderem 1837 in Warschau J. Promfederer aus Wien auf. Ein Buchholtz-Flügel stand auch auf der Bühne, als Frederic Chopin 1823 mit 13 Jahren sein Warschauer Premierenkonzert gab.
Mitarbeiter in der Firma Buchholtz waren unter anderem J. Manning (um 1826–37), J. Kerntopf (1830–39) und J. S. Luboradzki (um 1822–26). An Orgeln aus Buchholtz' Werkstatt ist nur die Orgelrekonstruktion in Chełm Pelplin bekannt.
Aus seiner Ehe (1819) mit Emilia Boratyński hatte er 15 Kinder, darunter Julian, Alojzy (geboren 1822), Matylda Dobrowolska (1825–1910).
Buchholtz wurde auf dem evangelisch-augsburgischen Friedhof in Warschau beigesetzt. Nach seinem Tod wurde der Betrieb von seiner Frau (mit Hilfe von J.S. Luboradzki) und um 1841–1846 von seinem Sohn Julian geleitet. Bis heute sind mehrere Buchholtz-Instrumente erhalten geblieben, darunter ein Giraffenklavier im Warschauer Museum, ein Flügel im Museum Posen, ein Flügel in der Fryderyk-Chopin-Gesellschaft in Warschau und einer im Palast in Antonin. 2017 gab das Fryderyk-Chopin-Gesellschaft bei Paul McNulty die Kopie eines Buchholtz-Flügels in Auftrag. Das Instrument wurde im September 2018 beim ersten internationalen Chopin-Wettbewerb für das Spiel auf Instrumenten aus verschiedenen Epochen bespielt.

## Aufnahmen
1. Krzysztof Książek. Fryderyk Chopin, Karol Kurpiński. Piano Concerto No.2 f-moll (solo version), Mazurkas, Ballade; Fugue & Coda B-dur. Hammerflügel nach Buchholtz von Paul McNulty
2. Tomasz Ritter. Fryderyk Chopin. Sonata in B Minor, Ballade in F minor, Polonaises, Mazurkas. Karol Kurpinski. Polonaise in D minor. Pleyel 1842, Erard 1837, Hammerflügel nach Buchholtz von Paul McNulty
3. Alexei Lubimov and his colleagues. Ludwig van Beethoven. Complete piano sonatas. Hammerflügeln nach Stein, Walter, Graf, Buchholtz von Paul McNulty